# Col de Bassia
Le col de Bassia   est un col de montagne pédestre des Pyrénées à 2 621 mètres d'altitude, dans le Lavedan, dans le département français des Hautes-Pyrénées en Occitanie.
Il relie la vallée vallée d'Estaing, à l’ouest, à la vallée de vallée du Marcadau.

## Toponymie
En occitan, bassia  est un terme utilisé pour remplacer le mot couma qui est une grande cuvette, un grand bassin.

## Géographie
Le col de Bassia est situé entre le pic du Pourtet (2 720 m) au nord et le Soum de Bassia (2 758 m) au sud. Il surplombe le lac du Pourtet à l’est et les lacs de Bassia (blanc et noir) à l’ouest.

## Protection environnementale
Le col est situé dans le parc national des Pyrénées et fait partie d'une zone naturelle protégée, classée ZNIEFF de type 1.

## Voies d'accès
Le versant ouest est accessible depuis le  lac d'Estaing, suivre l'itinéraire du lac de Liantran.
Sur le versant est, on y accède depuis le pont d'Espagne par la vallée du Marcadau. Au départ du refuge Wallon par le sentier du lac du Pourtet ou des lacs de l’Embarrat.